# サンティアゴ中央郵便局

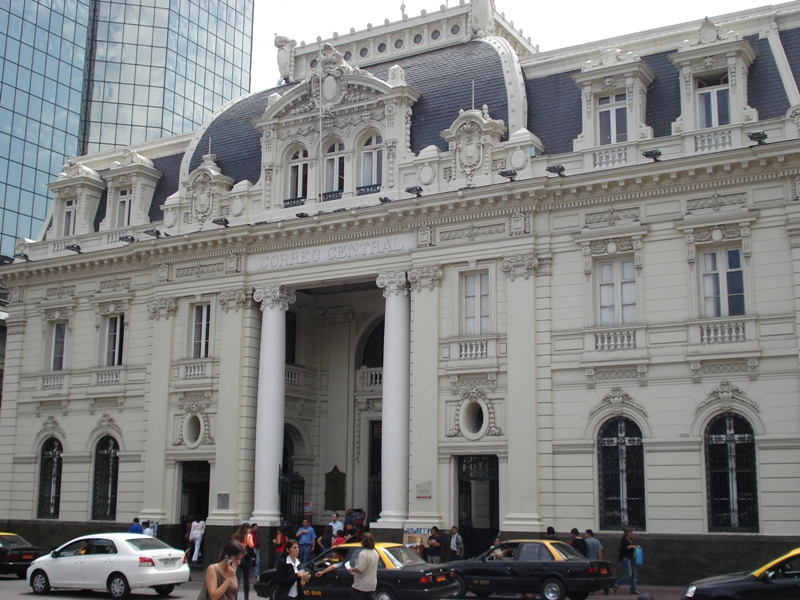
サンティアゴ中央郵便局

サンティアゴ中央郵便局（サンティアゴちゅうおうゆうびんきょく、スペイン語: Correo Central de Santiago）は、チリの郵便組織コレオス・デ・チレ（スペイン語: Correos de Chile）の本局である。サンティアゴ市内、プラザ・デ・アルマスの北側の一角を占めており、国立歴史博物館に近い、橋と大聖堂のある一角にあたる。
現在の建造物はリカルド・ブラウンによって前年に焼失した知事公邸に代わる新しい知事公邸として1882年に建てられたものである。また、大統領官邸がモネダ宮殿に完全に移る1846年までは大統領官邸として使用されていた。
1908年に建築家・ラモン・ファーマン（Ramón Fehrman）の手によって、フランスの新古典主義建築の影響を受けた設計で改築された。1976年には国の文化財（スペイン語: Monumentos Nacionales de Chile）に指定された。2004年には逓信博物館（スペイン語: Museo Postal y Telegráfico）が一階に開かれている。